# Louis Dochez
Louis Dochez (1805 - 30 avril 1858) est un professeur de linguistique, auteur d'un des grands dictionnaires français du XIXe siècle, le Nouveau dictionnaire de la langue française : contenant la définition de tous les mots en usage, leur étymologie, leur emploi par époques, leur classification par radicaux et dérivés, les modifications qu'ils ont subies, les idiotismes expliqués, développés et rangés par ordre chronologique, de nombreux exemples choisis dans les auteurs anciens et modernes et disposés de manière à offrir l'histoire complète du mot auquel ils se rattachent (1860, Librairie ecclésiastique et classique de Ch. Fouraut). L'ouvrage était précédé d'une introduction par M. Paulin.